# Европско првенство у пливању у малим базенима 2008.
Европско првенство у пливању у малим базенима 2008. је 16. такмичење у организацији Европске пливачке федерације (ЛЕН),. Такмичење је одржано на комплексу Базени Кантрида у Ријеци Хрватска од 11. до 14. децембра 2008.. Од 51 чланице ЛЕН, њих 40 је учествовало у Ријеци, што је уједно био и рекорд у броју земаља учесница Првенства. Учествовало је 530 такмичара (280 мушкараца и 230 жена).
Медаље су освојили пливачи из 21 земље. Највише успеха је имала Русија с осам златних медаља, две сребрне и четири бронзане, испред Француске (7-9-4), Италије (5-5-8) и Холандије (5-2-2).
Укупно су оборена 32 европска рекорда у квалификационим, полуфиналним и финалним тркама од њих укупно 38, од којих су још десет (10) били светски рекорди те седам (7) најбољих времена на свету у штафетама 4x50 метара који се службено не признају као светски рекорди у складу са стандардима Светске пливачке федерације (ФИНА).
Укупно 32 федерације су имали своје пливаче у финалним тркама. У бодовању успешности репрезентација земаља према учешћима у финалним тркама, прва је Италија са 657,5 бодова, испред Русије (569), Француске (556), Холандије (420), итд..
Најуспешнији пливачи Првенства били су Француз Амори Лево (50 и 100 м слободно, 50 м делфин, 4 x 50 м слободно), који је поставио четири нова светска рекорда и Холанђанка Марлен Велдхојс (50 и 100 м слободно и обе штафете), свако од њих са по четири титуле првака.
ЛЕН-ов наградни фонд од 35.000 евра подељен је на следећи начим:
Мушкарци: Амори Лево (ФРА) 10.000 €, Станислав Донец (Русија), Рафаел Муњоз (Шпанија), Милорад Чавић (Србија) и Фредерик Буске (Француска) сваки са по 1.500 €.
Жене: Сања Јовановић (Хрватска) 5.000 €, Федерика Пелегрини (Италија) и Корали Балми (Француска) по 3.000 €, Миреја Белмонте (ШПА) 2.000 €, Алесија Филипи (Италија) и Хинкелин Шредер (Холандија) по 1,500 €.
Велдхојс, Лево, Сања Јовановић (50 и 100 м леђно европска првакиња) и Станислав Донец који је победио у свим тркама леђним стилом, награђени су од ЛЕН-овог партнера Омеге Seamaster сатовима за најбоље трке свакога дана.
Представници медија су на самом Првенству одабрали Виталија Романовича из Русије (сребрна медаља на 1,500 м слободно) и Патриција Хумплик из Швајцарске (бронзана медаља на 200 м леђно) као „Најбоље дебитанте“ те им је сваком додељено по 1.500 €.

## Резултати

### Слободни стил
| Пласман | Пливач           | Држава    | Резултат |
| ------- | ---------------- | --------- | -------- |
| 1       | Амори Лево       | Француска | 20,63    |
| 2       | Фредерик Буске   | Француска | 20,69    |
| 3       | Дује Драгања     | Хрватска  | 21,15    |
| 3       | Јевгениј Лагунов | Русија    | 21,15    |
| 5.      | Марко Орси       | Италија   | 21,32    |
| 6.      | Сергеј Фесиков   | Русија    | 21,42    |
| 7.      | Матија Налесо    | Италија   | 21,46    |
| 8.      | Бари Мерфи       | Ирска     | 21,62    |

| Пласман | Пливачица            | Држава    | Резултат |
| ------- | -------------------- | --------- | -------- |
| 1       | Марлен Велдхојс      | Холандија | 23,55 () |
| 2       | Хинкелин Шредер      | Холандија | 23,72    |
| 3       | Жанет Отесен         | Данска    | 24,05    |
| 4.      | Хана Марија Сепала   | Финска    | 24,38    |
| 5.      | Клер Хеденског       | Шведска   | 24,52    |
| 6.      | Петра Далман         | Немачка   | 24.60    |
| 7.      | Три Аљанд            | Естонија  | 24,63    |
| 8.      | Анастасија Аксјонова | Русија    | 24,67    |

| Пласман | Пливач           | Држава    | Резултат   |
| ------- | ---------------- | --------- | ---------- |
| 1       | Амори Лево       | Француска | 44,94 {СР} |
| 2       | Фабјен Жило      | Француска | 45,84      |
| 3       | Филипо Мањини    | Италија   | 46,62      |
| 4.      | Јевгениј Лагунов | Русија    | 46,64      |
| 5.      | Андреј Гречин    | Русија    | 46,84      |
| 6.      | Алесандро Калви  | Италија   | 47,05      |
| 7.      | Штефен Дајблер   | Немачка   | 47,43      |
| 8.      | Јакоб Андшер     | Данска    | 48,22      |

| Пласман | Пливачица            | Држава    | Резултат |
| ------- | -------------------- | --------- | -------- |
| 1       | Марлен Велдхојс      | Холандија | 51,95    |
| 2       | Жанет Отесен         | Данска    | 52,08    |
| 3       | Раноми Кромовиђојо   | Холандија | 52,22    |
| 4.      | Ханамарија Сепала    | Финска    | 52,66    |
| 5.      | Анастасија Аксјонова | Русија    | 53,20    |
| 6.      | Сара Шестрем         | Шведска   | 53,45    |
| 7.      | Биргит Кошишек       | Аустрија  | 53,68    |
| 8.      | Алена Попчанка       | Француска | 53,71    |

| Пласман | Пливач                | Држава    | Резултат |
| ------- | --------------------- | --------- | -------- |
| 1       | Данила Изотов         | Русија    | 1:43,09  |
| 2       | Доминик Мајхтри       | Русија    | 1:43,11  |
| 3       | Масимилијано Розолино | Италија   | 1:43,52  |
| 4.      | Марко Белоти          | Италија   | 1:43,61  |
| 5.      | Александер Сухоруков  | Русија    | 1:43,72  |
| 6.      | Кветослав Свобода     | Чешка     | 1:43,97  |
| 7.      | Клеман Лефер          | Француска | 1:44,57  |
| 8.      | Радован Сиљевски      | Србија    | 1:44,61  |

| Пласман | Пливачица               | Држава    | Резултат   |
| ------- | ----------------------- | --------- | ---------- |
| 1       | Федерика Пелегрини      | Италија   | 1:51,85 СР |
| 2       | Фемке Хемскерк          | Холандија | 1:53,79    |
| 3       | Дарја Бељакина          | Русија    | 1:53,85    |
| 4.      | Петра Гранлунд          | Шведска   | 1:55,04    |
| 5.      | Корали Балми            | Француска | 1:55,13    |
| 6.      | Агнеш Мутина            | Мађарска  | 1:55,19    |
| 7.      | Патрисија Кастро Ортега | Шпанија   | 1:56,42    |
| 8.      | Кира Володина           | Русија    | 1:57,04    |

| Пласман | Пливач                | Држава   | Резултат |
| ------- | --------------------- | -------- | -------- |
| 1       | Паул Бидерман         | Немачка  | 3:37,73  |
| 2       | Масимилијано Розолино | Италија  | 3:39,33  |
| 3       | Мадс Гласнер          | Данска   | 3:39,77  |
| 4.      | Федерико Колберталдо  | Италија  | 3:39,88  |
| 5.      | Никита Лобинцев       | Русија   | 3:39,93  |
| 6.      | Доминик Кол           | Аустрија | 3:40,21  |
| 7.      | Герго Киш             | Мађарска | 3:40,25  |
| 8.      | Флоријан Јаницин      | Аустрија | 3:43,30  |

| Пласман | Пливачица        | Држава    | Резултат |
| ------- | ---------------- | --------- | -------- |
| 1       | Корали Балми     | Француска | 3:56,39  |
| 2       | Камиј Мифа       | Француска | 3:57,48  |
| 3       | Алесија Филипи   | Италија   | 3:59,35  |
| 4.      | Камелија Потек   | Румунија  | 4:00,62  |
| 5.      | Агнеш Мутина     | Мађарска  | 4:01,83  |
| 6.      | Флавија Зокари   | Италија   | 4:01,99  |
| 7.      | Лоте Фрис        | Данска    | 4:03,24  |
| 8.      | Јердис Штајнегер | Аустрија  | 4:03,92  |

| Пласман | Пливач               | Држава               | Резултат |
| ------- | -------------------- | -------------------- | -------- |
| 1       | Федерико Колберталдо | Италија              | 14:24,21 |
| 2       | Виталиј Романович    | Русија               | 14:29,64 |
| 3       | Самуел Пицети        | Италија              | 14:31,60 |
| 4.      | Мадс Гласнер         | Данска               | 14:39,70 |
| 5.      | Пал Јенсен           | Фарска Острва        | 14:39,99 |
| 6.      | Герго Киш            | Мађарска             | 14:51.07 |
| 7.      | Давид Верасто        | Мађарска             | 14:56,47 |
| 8.      | Ричард Чарлсворт     | Уједињено Краљевство | 14:57,88 |

| Пласман | Пливачица        | Држава    | Резултат     |
| ------- | ---------------- | --------- | ------------ |
| 1       | Алесија Филипи   | Италија   | 8:04,53 (СР) |
| 2       | Корали Балми     | Француска | 8:05,32      |
| 3       | Лоте Фрис        | Данска    | 8:09,91      |
| 4.      | Ерика Гарсија    | Шпанија   | 8:13,52      |
| 5.      | Камелија Потек   | Румунија  | 8:15,64      |
| 6.      | Елена Соколова   | Румунија  | 8:19,38      |
| 7.      | Јердис Штајнегер | Аустрија  | 8:20,03      |
| 8.      | Камиј Мифа       | Француска | 8:20,54      |

### Леђни стил
| Пласман | Пливач               | Држава               | Резултат |
| ------- | -------------------- | -------------------- | -------- |
| 1       | Станислав Донец      | Русија               | 23,22    |
| 2       | Ашвин Вилдебур Фабер | Шпанија              | 23,28    |
| 3       | Лубос Криско         | Словенија            | 23,47    |
| 4.      | Флори Ланг           | Швајцарска           | 23,83    |
| 5.      | Томас Рупрат         | Немачка              | 24,18    |
| 6.      | Мирко Тора           | Италија              | 24,20    |
| 7.      | Марко Лохран         | Уједињено Краљевство | 24,26    |
| 8.      | Хелге Мев            | Немачка              | 24,36    |

| Пласман | Пливачица           | Држава    | Резултат |
| ------- | ------------------- | --------- | -------- |
| 1       | Сања Јовановић      | Хрватска  | 26,23 СР |
| 2       | Катерина Зупкова    | Украјина  | 26,65    |
| 3       | Елена Ђемо          | Италија   | 26,77    |
| 4.      | Хинкелин Шредер     | Холандија | 26,78    |
| 5.      | Елизабет Симонд     | Немачка   | 26,88    |
| 6.      | Раноми Кромовидјојо | Холандија | 27,08    |
| 7.      | Фабијен Надараја    | Аустрија  | 27,22    |
| 8.      | Лаура Летрари       | Италија   | 27,66    |

#### 100 м леђно
| Место | Држава               | Пливач               | Време с  |
| ----- | -------------------- | -------------------- | -------- |
| 1.    | Русија               | Станислав Донец      | 49,32 СР |
| 2.    | Шпанија              | Ашвин Вилдебур Фабер | 49,61    |
| 3.    | Немачка              | Хелге Мев            | 50,89    |
| 4.    | Француска            | Пјер Роже            | 51.00    |
| 5.    | Италија              | Дамијано Лестинђи    | 51,30    |
| 6.    | Русија               | Јевгениј Алешин      | 51,55    |
| 7.    | Уједињено Краљевство | Марко Лохран         | 51,86    |
| 8.    | Италија              | Мирко Тора           | 52,08    |

| Место | Држава               | Пливачица         | Време (сек) |
| ----- | -------------------- | ----------------- | ----------- |
| 1.    | Хрватска             | Сања Јовановић    | 56,87 ЕР    |
| 2.    | Украјина             | Катарина Зупкова  | 57,01       |
| 3.    | Француска            | Лора Маноду       | 57,16       |
| 4.    | Италија              | Елена Ђемо        | 57,35       |
| 5.    | Уједињено Краљевство | Елизабет Симондс  | 57,51       |
| 6.    | Русија               | Анастасија Зујева | 57,83       |
| 7.    | Француска            | Александра Питра  | 57,93       |
| 8.    | Словенија            | Ања Царман        | 58,16       |

#### 200 м леђно
| Место | Држава               | Пливач               | Време (мин) |
| ----- | -------------------- | -------------------- | ----------- |
| 1.    | Русија               | Станислав Донец      | 1:49,22     |
| 2.    | Шпанија              | Ашвин Вилдебур Фабер | 1:49,22     |
| 3.    | Француска            | Пјер Роже            | 1:52,26     |
| 4.    | Италија              | Дамијано Лестинђи    | 1:52,31     |
| 5.    | Русија               | Јевгениј Алешин      | 1:53,13     |
| 6.    | Уједињено Краљевство | Марко Лохран         | 1:53,88     |
| 7.    | Хрватска             | Гордан Кожуљ         | 1:54,27     |
| 8.    | Израел               | Гај Барнеа           | 1:55,93     |

| Место | Држава               | Пливачица        | Време (мин) |
| ----- | -------------------- | ---------------- | ----------- |
| 1.    | Француска            | Александра Питра | 2:02,48     |
| 2.    | Француска            | Алексјан Кастел  | 2:03,10     |
| 3.    | Уједињено Краљевство | Елизабет Симондс | 2:03,12     |
| 4.    | Словенија            | Ања Царман       | 2:05,04     |
| 5.    | Ирска                | Мелани Нокер     | 2:05,62     |
| 6.    | Уједињено Краљевство | Џорџа Дејвис     | 2:06,00     |
| 7.    | Украјина             | Катерина Зупкова | 2:06,10     |
| 8.    | Данска               | Пернил Ларсен    | 2:07,14     |

### Прсни стил

#### 50 м прсно
| Место | Држава    | Пливач             | Време    |
| ----- | --------- | ------------------ | -------- |
| 1.    | Словенија | Матјаж Маркич      | 26,47 РП |
| 2.    | Норвешка  | Александер Хетланд | 26,64    |
| 3.    | Словенија | Емил Тахирович     | 26,66    |
| 4.    | Израел    | Михаел Малул       | 26,67    |
| 5.    | Украјина  | Игор Боришик       | 26,68    |
| 5.    | Италија   | Алесандро Терин    | 26,68    |
| 7.    | Ирска     | Бари Мерфи         | 26.73    |
| 8.    | Украјина  | Валериј Димо       | 26,81    |

| Место | Држава    | Пливачица           | Време (сек) |
| ----- | --------- | ------------------- | ----------- |
| 1.    | Русија    | Валентина Артемјова | 29,96       |
| 2.    | Немачка   | Јане Шефер          | 30,37       |
| 3.    | Холандија | Моник Најхојс       | 30,45       |
| 4.    | Аустрија  | Мирна Јукић         | 30.56       |
| 5.    | Италија   | Роберта Панара      | 30,66       |
| 6.    | Данска    | Рике Педерсен       | 30,73       |
| 7.    | Италија   | Омбрета Плос        | 30,87       |
| 8.    | Шведска   | Јолине Хестман      | 31,01       |

#### 100 м прсно
| Место | Држава               | Пливач              | Време (сек) |
| ----- | -------------------- | ------------------- | ----------- |
| 1.    | Украјина             | Игор Боришик        | 57,33 ЕР    |
| 2.    | Француска            | Иг Дибок            | 57,64       |
| 3.    | Уједињено Краљевство | Џејмс Гибсон        | 57,91       |
| 4.    | Холандија            | Робин Агеле         | 58,03       |
| 5.    | Италија              | Едоардо Ђирођети    | 58,37       |
| 6.    | Словенија            | Матјаж Маркич       | 58,47       |
| 7.    | Литванија            | Едвинас Даутартис   | 58,48       |
| 8.    | Холандија            | Ленарт Стекеленбург | 58,94       |

| Место | Држава     | Пливачица           | Време (мин) |
| ----- | ---------- | ------------------- | ----------- |
| 1.    | Русија     | Валентина Артемјова | 1:05,02     |
| 2.    | Француска  | Софи де Ронши       | 1:05,43     |
| 3.    | Аустрија   | Мирна Јукић         | 1:05,64     |
| 4.    | Италија    | Омбрета Плос        | 1:05,91     |
| 4.    | Швајцарска | Патриција Хумплик   | 1:05,91     |
| 6.    | Холандија  | Моник Најхојс       | 1:06,63     |
| 7.    | Италија    | Роберта Панара      | 1:07,17     |
| 8.    | Данска     | Рике Педерсен       | 1:07,48     |

#### 200 м прсно
| Место | Држава               | Пливач              | Време (мин) |
| ----- | -------------------- | ------------------- | ----------- |
| 1.    | Француска            | Иг Дибок            | 2:04,59 ЕР  |
| 2.    | Италија              | Едоардо Ђирођети    | 2:04,98     |
| 3.    | Украјина             | Игор Боришик        | 2:05,47     |
| 4.    | Уједињено Краљевство | Кристофер Гилкрист  | 2:05,84     |
| 5.    | Украјина             | Валериј Димо        | 2:06,83     |
| 6.    | Мађарска             | Акош Молнар         | 2:07,37     |
| 7.    | Шпанија              | Серђо Гарсија Ортиз | 2:08,19     |
| 8.    | Литванија            | Гједријус Титенис   | 2:09,31     |

| Место | Држава     | Пливачица         | Време (мин) |
| ----- | ---------- | ----------------- | ----------- |
| 1.    | Русија     | Аљона Алексејева  | 2:19,93     |
| 2.    | Аустрија   | Мирна Јукић       | 2:20,48     |
| 3.    | Швајцарска | Патриција Хумплик | 2:21,68     |
| 4.    | Русија     | Олга Детењук      | 2:21,73     |
| 5.    | Шведска    | Јолине Хестман    | 2:22.97     |
| 6.    | Чешка      | Петра Хохова      | 2:25,05     |
| 7.    | Данска     | Рике Педерсоен    | 2:25,93     |
| 8.    | Норвешка   | Сара Норденстам}- | 2:26,04     |

### Делфин стил

#### 50 м делфин
| Место | Држава    | Пливач              | Време (мин) |
| ----- | --------- | ------------------- | ----------- |
| 1.    | Француска | Амори Лево          | 22,23       |
| 2.    | Србија    | Милорад Чавић       | 22,36       |
| 3     | Шпанија   | Рафаел Муњоз Перез  | 22,48       |
| 4     | Русија    | Јевгениј Коротишкин | 22,51       |
| 5     | Немачка   | Јоханес Дитрих      | 22,81       |
| 6     | Хрватска  | Марио Тодоровић     | 22,93       |
| 7     | Холандија | Бастијан Таминга    | 23,12       |
| 8     | Хрватска  | Алексеј Пуњински    | 23,15       |

| Место | Држава    | Пливачица        | Време (мин) |
| ----- | --------- | ---------------- | ----------- |
| 1     | Холандија | Хинкелин Шредер  | 25,21 ЕР    |
| 2     | Данска    | Јенете Отесен    | 25,54       |
| 3     | Француска | Дијан Би Дије    | 25,55       |
| 4     | Естонија  | Трин Аљанд       | 25,57       |
| 5     | Аустрија  | Фабијен Надараја | 25,81       |
| 6     | Израел    | Амит Иври        | 26,00       |
| 7     | Шведска   | Сара Шестрем     | 26,10       |
| 8     | Француска | Орор Монжел      | 26,28       |

#### 100 м делфин
| Место | Држава    | Пливач              | Време (мин)   |
| ----- | --------- | ------------------- | ------------- |
| 1.    | Србија    | Милорад Чавић       | 00:49,19 (ЕР) |
| 2     | Шпанија   | Рафаел Муњоз Перез  | 00:49,74      |
| 3     | Русија    | Николај Скворцов    | 00:49,98      |
| 4     | Русија    | Јевгениј Коротишкин | 00:50,05      |
| 5     | Словенија | Петре Манкоч        | 00:50,21      |
| 6     | Србија    | Иван Ленђер         | 00:50,47      |
| 7     | Холандија | Јури Верлинден      | 00:51,03      |
| 8     | Хрватска  | Марио Тодоровић     | 00:51,30      |

| Место | Држава               | Пливачица       | Време (мин)   |
| ----- | -------------------- | --------------- | ------------- |
| 1     | Данска               | Јенете Отесен   | 00:56,70 (РП) |
| 2     | Француска            | Дијан Би Дије   | 00:56,83      |
| 3     | Мађарска             | Естер Дара      | 00:56,88      |
| 4     | Холандија            | Марлен Велдхојс | 00:57,10      |
| 5     | Француска            | Орор Монжел     | 00:57,34      |
| 6     | Шведска              | Сара Шестрем    | 00:57,40      |
| 7     | Уједињено Краљевство | Џема Лоу        | 00:57,43      |
| 8     | Аустрија             | Биргит Кошишек  | 00:57,46      |

#### 200 м делфин
| Место | Држава               | Пливач                | Време (мин) |
| ----- | -------------------- | --------------------- | ----------- |
| 1     | Русија               | Николај Скворцов      | 1:50,60 СР  |
| 2.    | Аустрија             | Динко Јукић           | 1:52,31     |
| 3.    | Русија               | Максим Ганичин        | 1:52,32     |
| 4.    | Уједињено Краљевство | Мајкл Рок             | 1:52,33     |
| 5     | Француска            | Кристоф Лебон         | 1:52,62     |
| 6     | Пољска               | Марћин Бабуховски     | 1:54,17     |
| 7     | Уједињено Краљевство | Џо Робак              | 1:54,58     |
| 8     | Португалија          | Дијего Филипо Карваљо | 01:55,28    |

| Место | Држава               | Пливачица       | Време (мин) |
| ----- | -------------------- | --------------- | ----------- |
| 1.    | Шведска              | Петра Гранлунд  | 2:04,27     |
| 2.    | Француска            | Орор Монжел     | 2:04,73     |
| 3.    | Уједињено Краљевство | Џема Лоу        | 2:04.78     |
| 4     | Мађарска             | Агнеш Мутина    | 02:07,23    |
| 5     | Уједињено Краљевство | Џесика Диконс   | 02:07,28    |
| 6     | Италија              | Франческа Сегат | 02:07,78    |
| 7     | Мађарска             | Жужана Јакобош  | 02:07,82    |
| 8     | Данска               | Миха Естергард  | 02:10,53    |

### Мешовито

#### 100 м мешовито
| Место | Држава | Пливач | Време (мин) |
| ----- | ------ | ------ | ----------- |
| 1.    |        |        |             |
| 2.    |        |        |             |
| 3.    |        |        |             |

| Место | Држава | Пливачица | Време (мин) |
| ----- | ------ | --------- | ----------- |
| 1.    |        |           |             |
| 2.    |        |           |             |
| 3.    |        |           |             |

#### 200 м мешовито
| Место | Држава               | Пливач               | Време (мин) |
| ----- | -------------------- | -------------------- | ----------- |
| 1.    | Уједињено Краљевство | Џејмс Годард         | 1:53,46     |
| 2.    | Литванија            | Витаутас Јануасајтис |             |
| 3.    | Шпанија              | Алан Кабељо Форнс    | 1:55,70     |
| 4.    | Пољска               | Лукаш Војт           | 1:55,73     |
| 5.    | Португалија          | Диого Филипе Карваљо | 1:55.95     |
| 6.    | Мађарска             | Петер Нађ            | 1:57.44     |
| 7.    | Хрватска             | Саша Импрић          | 1:57.51     |
| 8.    | Пољска               | Јакуб Јасински       | 1:59.06     |

| Место | Држава    | Пливачица       | Време (мин) |
| ----- | --------- | --------------- | ----------- |
| 1.    | Италија   | Франческа Сегат | 2:07.03     |
| 2.    | Мађарска  | Евелин Верасто  | 2:07,93     |
| 3.    | Француска | Софи Де Ронши   | 2:08,10     |

#### 400 м мешовито
| Место | Држава | Пливач | Време (мин) |
| ----- | ------ | ------ | ----------- |
| 1.    |        |        |             |
| 2.    |        |        |             |
| 3.    |        |        |             |

| Место | Држава | Пливачица | Време (мин) |
| ----- | ------ | --------- | ----------- |
| 1.    |        |           |             |
| 2.    |        |           |             |
| 3.    |        |           |             |

## Штафетна такмичења

### 4 x 50 м слободно
| Место | Држава     | Пливачи                                                                  | Време (мин) |
| ----- | ---------- | ------------------------------------------------------------------------ | ----------- |
| 1.    | Француска  | - Ален Бернар - Фабјен Жило - Амори Лево - Фредерик Буске                | 1:20,77     |
| 2.    | Италија    | - Алесандро Калви - Марко Орси - Матија Налесо - Фелипо Мањини           | 1:23,37     |
| 3.    | Хрватска   | - Дује Драгања - Алексеј Пунински - Бруно Барбић - Марио Тодоровић       | 1:23,68     |
| 4.    | Русија     | - Јевгениј Лагунов - Андреј Гречин - Сергеј Фесиков - Александер Сухоров | 1:25,07     |
| 5.    | Немачка    | - Штефен Дајблер - Јоханес Дитрих - Штефан Хербст - Лајф-Мартен Кригер   | 1:25,57     |
| 6.    | Холандија  | - Роберт Лајесен - Бастијан Таминга - Стефан де Ди - Робин Ван Агеле     | 1:25,76     |
| 7.    | Швајцарска | - Флори Ланг - Доминик Мајхтри - Аурелијен Кинци - Данијел Раст          | 1:26,34     |
| 8.    | Естонија   | - Мико Малберг - Мати Аљанд - Данил Хаустов - Владимир Сидоркин          | 1:27,06     |

| Место | Држава    | Пливачице                                                                         | Време (мин) |
| ----- | --------- | --------------------------------------------------------------------------------- | ----------- |
| 1.    | Холандија | - Раноми Кромовиђојо - Моник Најхојс - Хинкелин Шредер - Марлен Велдхојс          | 1:45,73     |
| 2.    | Немачка   | - Данијела Самулски - Јане Шефер - Лена Кала - Петра Далман                       | 1:46,84     |
| 3.    | Италија   | - Елена Ђемо - Роберта Панара - Силвија ди Пјетро - Федерика Пелегрини            | 1:47,05     |
| 4.    | Данска    | - Елспа Меркере - Рике Мелер Педерсен - Жанет Отесен - Миха Естергард             | 1:47,55     |
| 5.    | Русија    | - Ксенија Москвина - Валентина Артемјова - Дарија Бељакина - Анастасија Аксјонова | 1:47,88     |
| 6.    | Украјина  | - Катерина Зупкова - Гана Дзеркаљ - Љубов Корољ - Оксана Серикова                 | 1:47,90     |
| 7.    | Финска    | - Ану Коикисто - Катја Лехтонен - Емили Пикараинен - Хана Марија Сепала           | 1:48,49     |
| ДСК   | Шведска   | - Ловиса Ериксон - Јолине Хестман - Сесилија Расмусон - Клер Хеденског            |             |

### 4 x 50 м мешовито
| Место | Држава    | Пливачи                                                                                    | Време (мин) |
| ----- | --------- | ------------------------------------------------------------------------------------------ | ----------- |
| 1.    | Италија   | - Мирко Ди Тора - Алесандро Терин - Марко Белоти - Филипо Мањини                           | 1:32,91 СР  |
| 2.    | Немачка   | - Томас Рупрат - Марко Кох - Јоханес Дитрих - Штефен Дајблер                               | 1:33.31     |
| 2.    | Русија    | - Станислав Донец - Сергеј Гејбел - Јевгениј Коротишкин - Јевгениј Лагунов                 | 1:33.31     |
| 4.    | Француска | - Пјер Роже - Иг Дибок - Фредерик Буске - Ален Бернар                                      | 1:33.52     |
| 5.    | Холандија | - Ник Дриберген - Робин Ван Агеле - Бастијан Таминга - Роберт Лајесен                      | 1:34.23     |
| 6.    | Хрватска  | - Марко Страхија - Вања Рогуљ - Марио Тодоровић - Алексеј Пунински                         | 1:34.68     |
| 7.    | Шпанија   | - Ашвин Вилдебур Фабер - Серхио Гарсија Ортез - Рафаел Муњоз Перез - Хавијер Норијега Санз | 1:34.78     |
| DSQ   | УК        | - Марко Лохран - Џејмс Гибсон - Тод Купер - Бенџамин Томас Хокин                           |             |

| Место | Држава    | Пливачице                                                                         | Време (мин)  |
| ----- | --------- | --------------------------------------------------------------------------------- | ------------ |
| 1     | Холандија | - Раноми Кромовиђојо - Моник Најхојс - Хинкелин Шредер - Марлен Велдхојс          | 01:45,73 WBZ |
| 2     | Немачка   | - Данијела Самулски - Јане Шефер - Лена Кала - Петра Далман                       | 01:46,84     |
| 3     | Италија   | - Елена Ђемо - Роберта Панара - Силвија де Пјетро - Федерика Пелегрини            | 01:47,05     |
| 4     | Данска    | - Елспа Меркере - Рике Мелер Педерсен - Жанет Отесен - Миха Естергард             | 01:47,55     |
| 5     | Русија    | - Ксенија Москвина - Валентина Артемјова - Дарија Бељакина - Анастасија Аксјонова | 01:47,88     |
| 6     | Украјина  | - Катерина Зупкова - Гана Дзеркаљ - Љубов Карољ - Оксана Серикова                 | 01:47,90     |
| 7     | Финска    | - Ану коикисто - Катја Лехтонен - Емили Пикараинен - Хана-Марија Сепала           | 01:48,49     |
| ДСК   | Шведска   | - Ловиса Ериксон - Јолине Хестман - Сесилија Расмусонх - Клер Хеденског           |              |

|}

## Биланс медаља
| #  | Држава               | Злато | Сребро | Бронза | Укупно |
| -- | -------------------- | ----- | ------ | ------ | ------ |
| 1  | Русија               | 8     | 1      | 5      | 14     |
| 2  | Француска            | 7     | 9      | 4      | 20     |
| 3  | Италија              | 5     | 5      | 8      | 18     |
| 4  | Холандија            | 5     | 3      | 3      | 10     |
| 5  | Хрватска             | 2     | 0      | 2      | 4      |
| 6  | Шпанија              | 2     | 3      | 2      | 7      |
| 7  | Словенија            | 2     | 0      | 1      | 3      |
| 8  | Немачка              | 1     | 3      | 2      | 6      |
| 8  | Данска               | 1     | 3      | 2      | 6      |
| 10 | Аустрија             | 1     | 2      | 1      | 4      |
| 10 | Украјина             | 1     | 2      | 1      | 1      |
| 12 | Србија               | 1     | 0      | 1      | 2      |
| 12 | Шведска              | 1     | 0      | 1      | 2      |
| 14 | Уједињено Краљевство | 1     | 0      | 4      | 5      |
| 15 | Финска               | 1     | 0      | 0      | 1      |
| 16 | Мађарска             | 0     | 3      | 1      | 4      |
| 17 | Швајцарска           | 0     | 1      | 1      | 2      |
| 18 | Литванија            | 0     | 1      | 0      | 1      |
| 18 | Норвешка             | 0     | 1      | 0      | 1      |
| 20 | Пољска               | 0     | 0      | 1      | 1      |
| 20 | Словачка             | 0     | 0      | 1      | 1      |

## Светски рекорди
Ово је преглед свих светских рекорда и рекорда европских првенстава постигнутих на првенству у Ријеци 2008.
На Европском првенству 2008. светски рекорди су оборени 16 пута.
Мушкарци
| Датум              | Дисциплина          | Нови рекорд                                                                  | Нови рекорд      | Стари рекорд                                                                 | Стари рекорд | Стари рекорд       |
| ------------------ | ------------------- | ---------------------------------------------------------------------------- | ---------------- | ---------------------------------------------------------------------------- | ------------ | ------------------ |
| Датум              | Дисциплина          | Пливач                                                                       | Резултат         | Пливач                                                                       | Резултат     | Датум              |
| 11. децембар 2008. | 4 x 50 м мешовито М | Италија · Мирко ди Тора · Алесандро Терин · Марко Белоти · Филипо Мањини     | 1:34,01 група    | Немачка · Хелге Мев · Јоханес Нојман · Томас Рупрат · Јенс Шрајбер           | 1: 34,06     | 7. децембар 2006.  |
| 11. децембар 2008. | 4 x 50 м мешовито М | Русија · Станислав Донец · Сергеј Гејбел · Николај Скворцов · Сергеј Фесиков | 1:33,77 Група    | Италија · Мирко ди Тора · Алесандро Терин · Марко Белоти · Филипо Мањини     | 1:34,01      | 11. децембар 2008. |
| 11. децембар 2008. | 50 м слободно М     | Амори Лево                                                                   | 20,48 Полуфинале | Роланд Шуман                                                                 | 20,64        | 6. септембар 2008. |
| 11. децембар 2008. | 4 x 50 м мешовито М | Италија · Мирко ди Тора · Алесандро Терин · Марко Белоти · Филипо Мањини     | 1:32,91          | Русија · Станислав Донец · Сергеј Гејбел · Николај Скворцов · Сергеј Фесиков | 1:33,77      | 11. децембар 2008. |
| 13. децембар 2008. | 200 м делфин М      | Николај Скворцов                                                             | 1:50,60          | Фенк Еспозито                                                                | 1:50,73      | 8. децембар 2002.  |
| 13. децембар 2008. | 100 м слободно М    | Амори Лево                                                                   | 44,94            | Амори Лево                                                                   | 45,12        | 12. децембар 2008. |
| 14. децембар 2008. | 50 м слободноМ      | Амори Лево                                                                   | 22,18 Група      | Амори Лево                                                                   | 22,29        | 6. децембар 2008.  |
| 14. децембар 2008. | 4 x 50 м слободно М | Француска · Ален Бернар · Фабјен Жило · Антоан Галавтин · Фредерик Буске     | 1:22,38 Група    | Шведска · Петер Стајмне · Маркус Пјел · Пер Нилин · Стефан Нистранд          | 1:24,19      | 16. децембар 2007. |
| 14. децембар 2008. | 50 м леђноМ         | Станислав Донец                                                              | 49,32            | Питер Маршал                                                                 | 49,63        | 15. новембар 2008. |
| 14. децембар 2008. | 4 x 50 м слободно М | Француска · Ален Бернар · Фабјен Жило · Амори Лево · Фредерик Буске          | 1:20,77          | Француска · Ален Бернар · Фабјен Жило · Антоан Галавтин · Фредерик Буске     | 1:22,38      | 16. децембар 2007. |

Жене
| Датум              | Дисциплина           | Нови рекорд                                                                         | Нови рекорд        | Стари рекорд                                                             | Стари рекорд | Стари рекорд       |
| ------------------ | -------------------- | ----------------------------------------------------------------------------------- | ------------------ | ------------------------------------------------------------------------ | ------------ | ------------------ |
| Датум              | Дисциплина           | Пливачица                                                                           | Резултат           | Пливаччица                                                               | Резултат     | Датум              |
| 12. децембар 2008. | 800 м слободно Ж     | Алесија Филипи                                                                      | 8:04,53            | Кејт Зиглер                                                              | 8:08,00      | 14. октобар 2007.  |
| 12. децембар 2008. | 4 x 50 м словбодно Ж | Холандија · Хинкелин Шредер · Инге Декер · Раноми Кромовиђојо · Марлен Велдхојс     | 1:33,80            | Холандија · Хинкелин Шредер · Инге Декер · Шантал Грот · Марлен Велдхојс | 1:34,82      | 14. децембар 2007. |
| 13. децембар 2008. | 50 м леђно Ж         | Сања Јовановић                                                                      | 26,23              | Сања Јовановић                                                           | 26,37        | 13. април 2008.    |
| 13. децембар 2008. | 4 x 50 м мешовито Ж  | Холандија · Раноми Кромовидјојо · Моник Најхојс · Хинкелин Шредер · Марлен Велдхојс | 1:45,73 Изједначен | Аустралија · Емили Сибом · Лајзел Џоунс · Фелисити Гавез · Лизбет Лентон | 1:45,73      | 27. април 2008.    |
| 14. децембар 2008. | 400 м мешовито Ж     | Миреја Белмонте Гарсија                                                             | 4:25,06            | Џулија Смит Сједињене Државе                                             | 4:25,87      | 28. новембар 2008. |
| 14. децембар 2008. | 200 м слободно Ж     | Федерика Пелегрини                                                                  | 1:51,85            | Корали Балми                                                             | 1:53,18      | 6. децембар 2008.  |

### Европски рекорди
| Датум              | Дисциплина            | Нови рекорд          | Нови рекорд   | Стари рекорд        | Стари рекорд | Стари рекорд       |
| ------------------ | --------------------- | -------------------- | ------------- | ------------------- | ------------ | ------------------ |
| Датум              | Дисциплина            | Пливач               | Резултат      | Пливач              | Резултат     | Датум              |
| 11. децембар 2008. | 50 слободно М         | Амори Лево           | 20,80         | Дује Драгања        | 20,81        | 11. април 2008.    |
| 11. децембар 2008. | 100 слободно Ж        | Марлен Велдхојс      | 51,91         | Марлен Велдхојс     | 52,08        | 23. децембар 2007. |
| 11. децембар 2008. | 50 слободно М         | Амори Лево           | 20,48 (СР)    | Амори Лево          | 20,80        | 11. децембар 2008. |
| 11. децембар 2008. | 50 прсно Ж            | Валентина Артемјева  | 29,77         | Валентина Артемјева | 29,86        | 9. новембар 2008.  |
| 12. децембар 2008. | 880 длободно Ж        | Алесија Филипи       | 8:04,53 (СР)  | Ребека Адлингтон    | 8:08,25      | 10. април 2008.    |
| 12. децембар 2008. | 50 леђно М            | Лубос Криско         | 23,15         | Томас Рупрат        | 23,27        | 10. децембар 2004. |
| 12. децембар 2008. | 100 прсно М           | Игор Боришик         | 57,33         | Олег Лисогор        | 23,27        | 22. јануар 2006.   |
| 12. децембар 2008. | 100 леђно Ж           | Сања Јовановић       | 56,87         | Катарина Зупкова    | 57,15        | 1. април 2008.     |
| 12. децембар 2008. | 100 делфин М          | Милорад Чавић        | 49,19         | Јевгениј Коротишкин | 49,74        | 16. новембар 2008. |
| 12. децембар 2008. | 50 делфин Ж           | Хинкелин Шредер      | 25,21         | Тереса Алсхамар     | 25,31        | 12. новембар 2008. |
| 13. децембар 2008. | 100 леђно М           | Ашвин Вилдебур Фабер | 49,66         | Лијам Танкон        | 50,14        | 10. април 2008.    |
| 13. децембар 2008. | 4 x 50 mètres 4 nages | Холандија            | 1:45,73 (СР=) | Немачка             | 1:46,67      | 15. децембар 2007. |
| 14. децембар 2008. | 200 леђно Ж           | Александра Питра     | 2:02,36       | Елизабет Симондс    | 2:02,60      | 11. април 2008.    |